# Karl Köhl
Friedrich Karl Köhl oder Carl Köhl (* 22. Dezember 1846 in Würzburg; † 4. März 1926 ebenda) war Seifenfabrikant, Buchdrucker und Mitglied des Deutschen Reichstags.

## Leben
Karl Köhl besuchte die Volks- und Gewerbeschule in Würzburg und absolvierte eine Seifensiederlehre. Zwischen 1869 und 1881 war er Besitzer der väterlichen Seifenfabrik in Würzburg, die er 1883 verkaufte. Er übernahm den Verlag und die 1834 begründete Zeitung Würzburger Journal und errichtete eine Buchdruckerei. Er stellte das Erscheinen der zuletzt Würzburger Tageblatt genannten (demokratischen) Zeitung 1915 ein und war danach Rentner in Würzburg.
Von 1878 bis 1896 war er Mitglied des Gemeindekollegiums und 1911 Magistratsmitglied in Würzburg. Zwischen 1893 und 1899 war er Mitglied im Landrat von Unterfranken. Von 1899 bis 1918 war er Mitglied der Bayerischen Kammer der Abgeordneten und 1918/1919 des Provisorischen Nationalrats für die Liberale Vereinigung. Zudem besaß er von 1881 bis 1884 für die Deutsche Volkspartei ein Mandat im Deutschen Reichstag für den Wahlkreis Unterfranken 6 (Würzburg).

## Veröffentlichungen (Auswahl)
- Ein gefährliches Buch. In: Fränkischer Kurier Nürnberg. 28. Februar 1919, Nr. 105, und 8. März 1919, Nr. 108.
- Fränkische Hochverräter. Bürgermeister Behr, Universitätsprofessor Schönlein. Deutscher Verlag, Würzburg 1922.